# Jainad
Jainad hoặc Jainath là một mandal thuộc huyện Adilabad, bang Telangana, Ấn Độ.